# Перший Континентальний конгрес

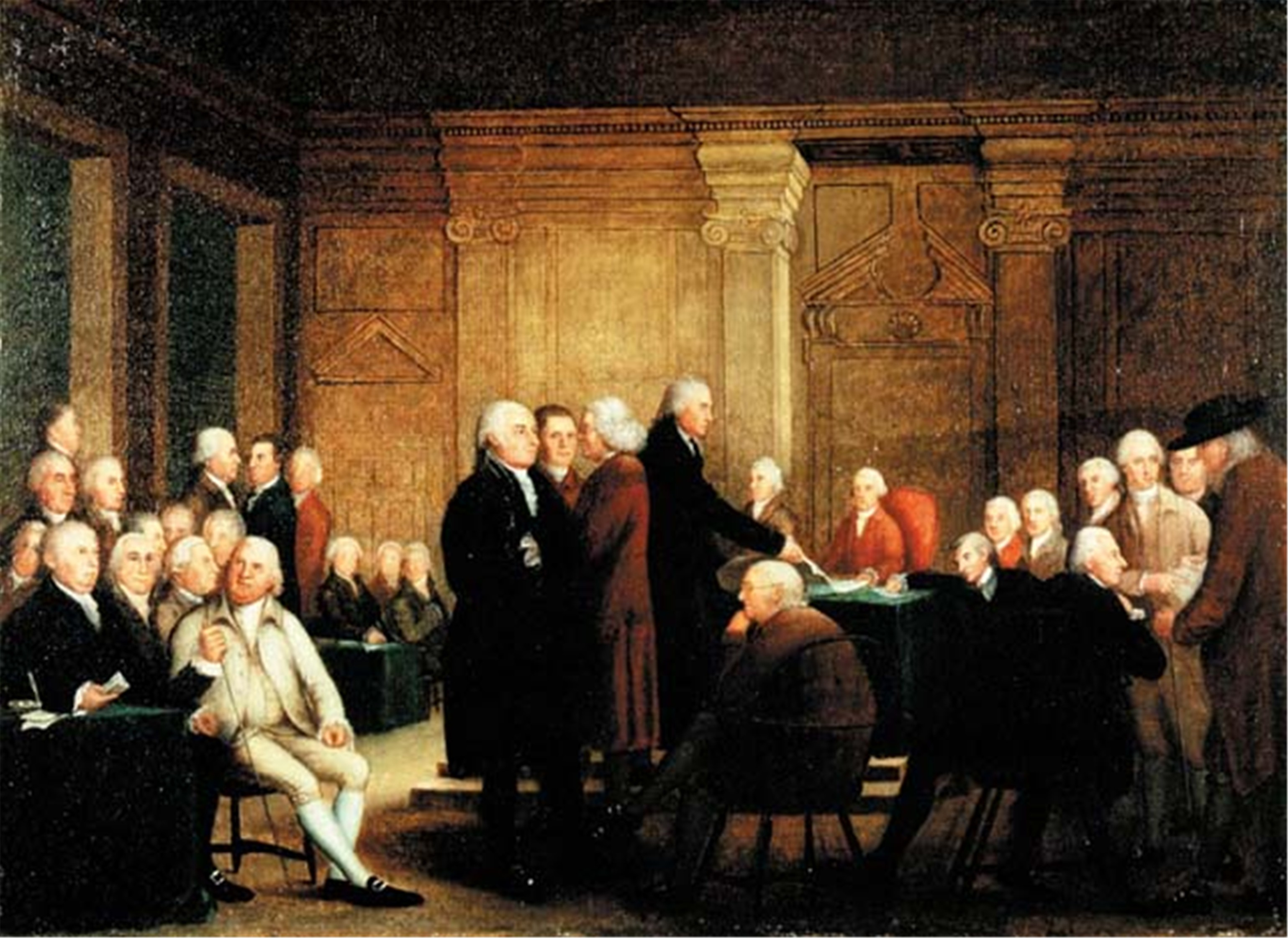
Голосування на Другому Континентальному конгресі

Перший Континентальний конгрес (5 вересня 1774 — 26 жовтня 1774) — з'їзд депутатів від 12 американських колоній Великої Британії. Причиною скликання послужили нестерпні закони (англ. Intolerable Acts) — закони, прийняті британським парламентом і спрямовані на зупинку зростаючого опору американських колоній. Конгрес засідав в Філадельфії, в Карпентанс-Голі. У його роботі брали участь 55 представників від усіх американських колоній Великої Британії, за винятком Джорджії. В ході з'їзду депутати виробили ряд важливих документів, маючи намір добиватися для колоній права самоврядування.

## Делегати Конгресу
Від Нью-Гемпширу: Натаніель Фолсом, Джон Салліван;
Від Массачусетсу: Самюел Адамс, Джон Адамс, Роберт Трет Пейн, Томас Кушинґ;
Від Род-Айленду: Стівен Гопкінс, Семюел Ворд;
Від Коннектикуту: Роджер Шерман, Сайлас Діна, Аліфейлет Дайер;
Від Нью-Йорку: Вільям Флойд, Філіп Лівінґстон, Джеймс Дуейн, Джон Джей, Ісаак Лоу, Симон Бйорум, Джон Герінґ, Генрі Візнер, Джон Олсоп;
Від Нью-Джерсі: Стівен Крейн, Джон де Харт, Джеймс Кінсі, Вільям Лівінгстон, Річард Сміт;
Від Пенсильванії: Джон Мортон, Джордж Росс, Едвард Біддл, Джон Дикінсон, Джозеф Ґалловей, Чарльз Гамфріс, Томас Міфлін, Семюель Роудс;
Від Делаверу: Джордж Рід, Цезар Родні, Томас Маккі́н;
Від Меріленду: Семюел Чейз, Вільям Пака, Роберт Голдсборо, Томас Джонсон, Метью Тільман;
Від Вірджинії: Річард Генрі Лі, Бенджамін Гаррісон V, Річард Бланд, Патрик Генрі, Едмунд Пендлтон, Пейтон Рендольф, Джордж Вашингтон;
Від Північної Кароліни: Вільям Гупер, Джозеф Г'юз, Річард Касвелл;
Від Південної Кароліни: Едвард Рутледж, Томас Лінч-молодший, Крістофер Ґадсден, Генрі Міддлтон, Джон Ратледж.

## Результати роботи Конгресу
Була видана «Декларація прав і скарг», яка містила заяву про права американських колоній на «життя, свободу і власність», а також висловлювала протест проти митної та податкової політики метрополії.
Було прийнято рішення про оголошення торгового бойкоту метрополії. Починаючи з 1 грудня 1774 року була заборонена як покупка англійських товарів, так і продаж американських товарів англійцям. Це рішення було відповіддю на блокаду Бостона англійським флотом (див. Бостонське чаювання).
Також було прийнято рішення про скликання Другого Континентального Конгресу 10 травня 1775 року.